# Селянська реформа в Російській імперії (1861)

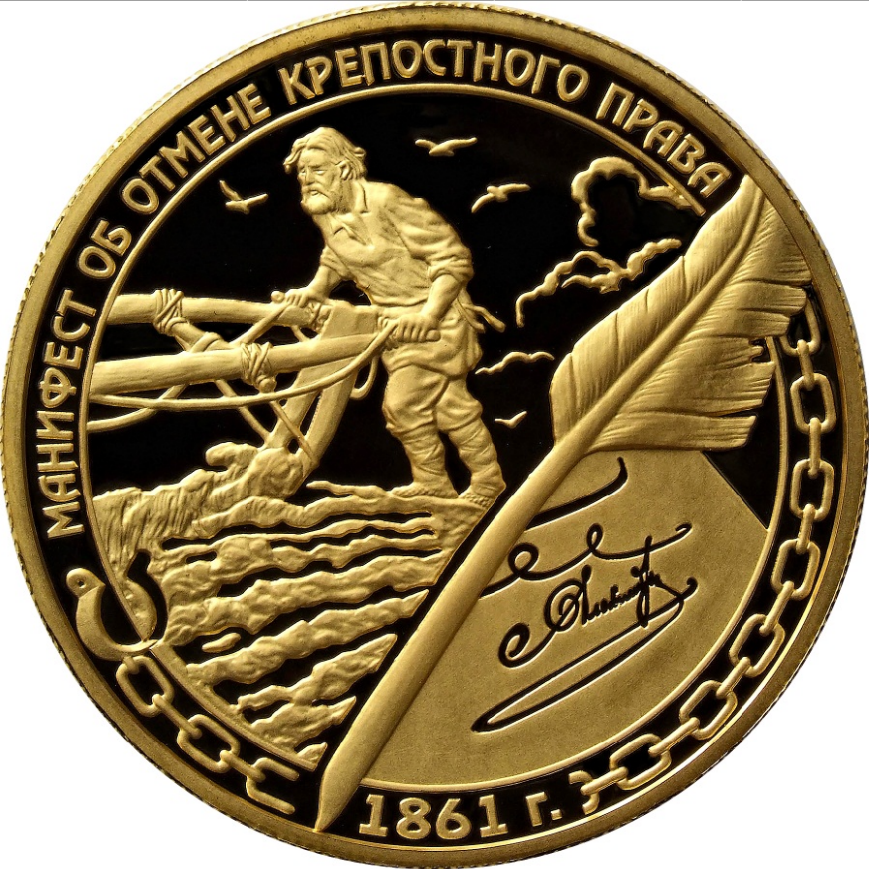
Пам'ятна монета

Селянська реформа або скасування кріпосного права — перша реформа російського імператора Олександра II, що розпочалась 1861 року. 

## Розвиток реформи
Після приходу Олександра II до імператорського трону, він налаштований ліберальними поглядами, весною 1856 заявив про наміри скасування кріпацтва. Властиво практична підготовка реформи розпочалася в кінці 1856, коли був заснований таємний комітет, який мав вияснити питання про реформу "повільну, без крутих і різких переворотів, по докладно і пильно обміркованому наперед плану".

## Підготовка реформи

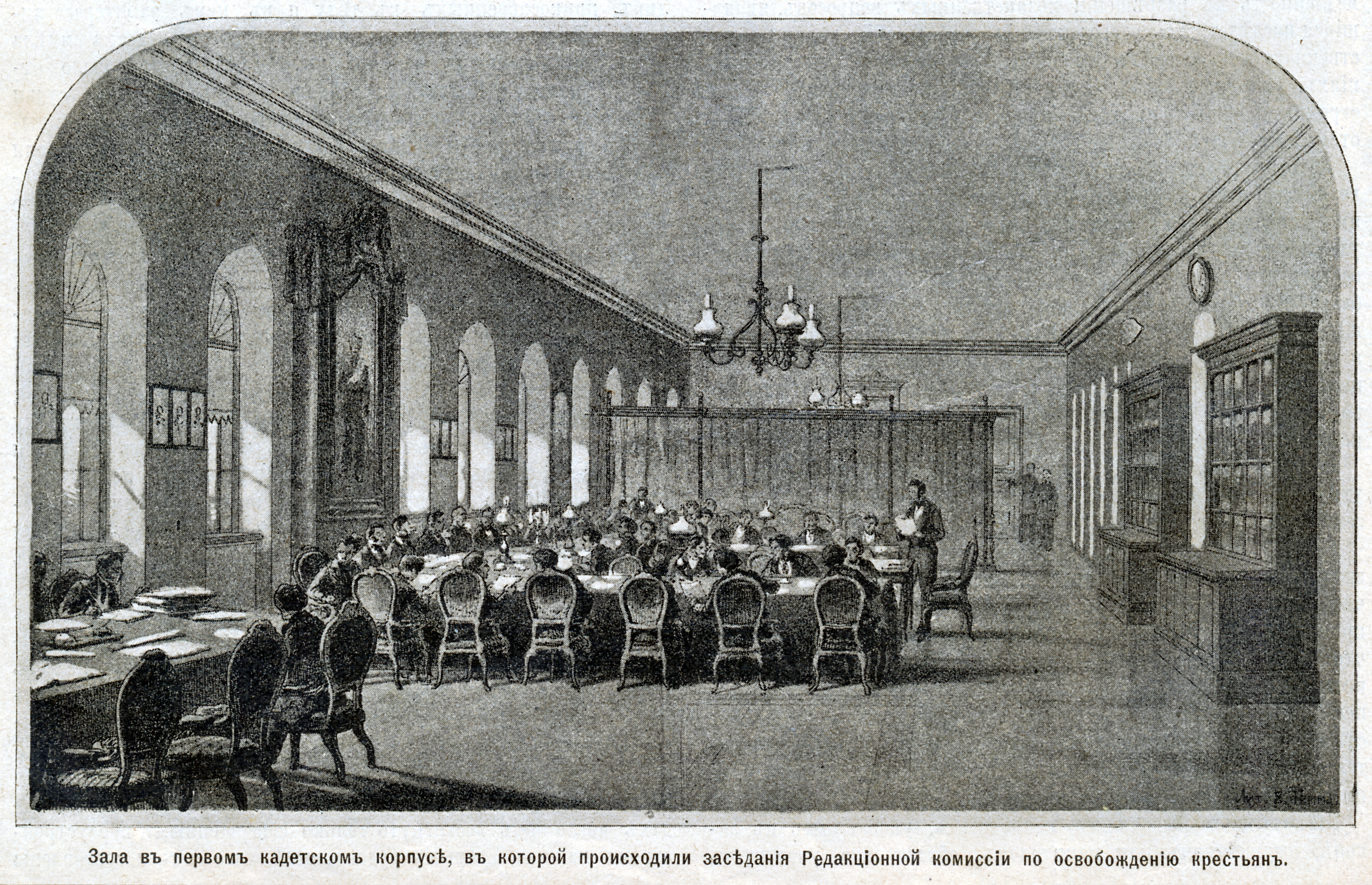
Засідання Редакційної комісії з визволення селян

3 січня 1857 року було засновано новий Секретний комітет у селянській справі у складі 11 осіб (колишній шеф жандармів О. Ф. Орлов, М. М. Муравйов, П. П. Гагарін тощо). 26 липня міністром внутрішніх справ і членом комітету С. С. Ланським було представлено офіційний проект реформи. Було запропоновано створити в кожній губернії дворянські комітети, що мають право вносити до проекту свої поправки. 
У 1857 дворяни литовських і білоруських губерній (Ковенської, Віленської й Городенської) звернулися до уряду з заявою, що вони готові покласти кінець кріпацьким відносинам шляхом добровільного порозуміння з селянами. Цар у своїм указі 20 листопада 1857 похвалив литовсько-білоруських поміщиків за їх бажання "увільнити селян від кріпацької залежности" й звелів заснувати у кожній із трьох губерній особливі комітети для обмірковування програми реформи. По зразку цих комітетів почали утворюватися комітети й по інших губерніях. На початку 1858 таємний головний комітет був зроблений явним і відкрито зайнявся підготовкою реформи.
Влітку 1858 при Головному Комітеті була заснована спеціально Редакційна Комісія, яка зайнялася систематичним зводом усіх проєктів, які вироблялися на провінції губернськими комітетами. До цієї комісії були закликані також два видатні українські діячі, поміщики Чернігівської губернії Василь Тарновський і Григорій Ґалаґан, які працювали в своєму губернському комітеті й енергійно обстоювали інтереси селян.
Програма уряду, викладена в цьому рескрипті, передбачала знищення особистої залежності селян при збереженні всієї землі у власності поміщиків (вотчинна влада над селянами також, згідно з документом, залишалася за поміщиками); надання селянам певної кількості землі, за яку вони зобов'язані будуть платити оброк або відбувати панщину, і з часом — права викупу селянських садиб (житловий будинок і господарські будівлі). Юридична залежність ліквідовувалася не відразу, а тільки після закінчення перехідного періоду (10 років). У роботі губернських комітетів з обговорення реформи, згідно з рескриптом Назімову, мали брати участь: губернський предводитель дворянства, один виборний представник дворянства від кожного повіту і два досвідчених і авторитетних поміщики тієї ж губернії. Загальна комісія мала складатися з двох членів кожного з губернських комітетів за їх вибором, одного досвідченого поміщика з кожної губернії за призначенням генерал-губернатора і одного члена міністерства внутрішніх справ. Рескрипт був опублікований і розісланий усім губернаторам країни.
З повним нерозумінням зустріли дворяни рескрипт, даний В. І. Назімову. І вже геть були здивовані, коли буквально слідом прийшов циркуляр Міністерства внутрішніх справ приблизно такого змісту: "Оскільки петербурзьке дворянство висловило бажання зайнятися поліпшенням становища селян, то йому дозволяється влаштування комітету і т. д.". Дворянство дивувалося, чим вони подали такий привід государю і міністру. Вся ситуація набувала для російського дворянства цілком фантасмагоричного вигляду. Насправді передісторія останнього циркуляра така: якось, представляючись імператору, воронезький губернатор Смірін звернувся до С. С. Ланського за роз'ясненням слів государя про поліпшення становища кріпаків і за отриманням деякого припису з цього приводу для воронезького дворянства. Тут же в МВС згадали, що і петербурзьке дворянство зверталося з подібним бажанням дізнатися точне положення селянських повинностей на користь землевласників. Однак у МВС це звернення було закинуте. Ось тут про нього одразу згадали, витягли з паперового завалу і склали рескрипт на ім'я петербурзького генерал-губернатора графа Ігнатьєва. Підсумком і стала розсилка по регіонах таких "вимучених" і "вихитрених" державних документів для влаштування комітетів з вирішення селянського питання. Опір Секретному комітету (перетвореному в Головний комітет у селянській справі) тепер став небезпечним, і дворянство вимушено приступило до обговорення реформи. У провінції з 1858 року стали відкриватися губернські комітети, що підпорядковувалися Головному комітету у селянській справі. Перший — у Рязанській губернії. Останній — у Москві, так як московське дворянство протидіяло реформі найбільше.
Всередині комітетів почалася боротьба за заходи і форми поступок між ліберальними і реакційними поміщиками. Страх всеросійського селянського бунту змусив уряд піти на зміну урядової програми селянської реформи, проекти якої неодноразово змінювалися у зв'язку з підйомом або спадом селянського руху.
Нова програма Головного комітету у селянській справі була затверджена царем 21 квітня 1858 року. Програма будувалася на принципах рескрипту Назімову. У програмі було передбачено пом'якшення кріпацької залежності, але не її ліквідація. Одночасно з цим почастішали селянські хвилювання. Селяни не без підстави турбувалися з приводу безземельного звільнення, стверджуючи, що "одна воля хлібом годувати не стане".
4 грудня 1858 року була прийнята нова програма селянської реформи: надання селянам можливості викупу земельного наділу і створення органів селянського громадського управління. На відміну від попередньої, ця програма була більш радикальною, і до прийняття її уряд багато в чому підштовхнули численні селянські хвилювання (поряд з тиском опозиції). Ця програма була розроблена Я. І. Ростовцевим. Основні положення нової програми були такими:
- отримання селянами особистої свободи;
- забезпечення селян наділами землі (в постійне користування) з правом викупу (спеціально для цього уряд виділяє селянам спеціальний кредит);
- затвердження перехідного ("строковозобов'язаного") стану.

Для розгляду проектів губернських комітетів і розробки селянської реформи в березні 1859 року при Головному комітеті були створені Редакційні комісії (фактично існувала лише одна комісія) під головуванням Я. І. Ростовцева. Фактично роботою Редакційних комісій керував М. О. Мілютін. Проект, складений Редакційними комісіями до серпня 1859 року, відрізнявся від запропонованого губернськими комітетами збільшенням земельних наділів і зменшенням повинностей.
Наприкінці серпня 1859 року були викликані депутати від 21 губернського комітету. У лютому наступного року були викликані депутати від 24 губернських комітетів. "Другий скликання" виявився ще більш консервативним. Він був налаштований остаточно загальмувати справу скасування кріпацтва. У жовтні 1859 Я. І. Ростовцев відзначав у своєму листі імператору, що "комісії бажали від усієї душі врівноважувати інтереси селян з інтересами поміщиків", але рівноваги цієї "досі ще не досягли". Не витримавши напруги відносин між урядом і дворянством, помирає Я. І. Ростовцев — людина емоційна і все близько приймала до серця. Після смерті Ростовцева місце голови Редакційних комісій зайняв консерватор і кріпосник граф В. М. Панін. Більш ліберальний проект викликав невдоволення помісного дворянства, і в 1860 в проекті при активній участі Паніна були дещо зменшені наділи і збільшені повинності. Редакційні комісії під проводом В. М. Паніна закінчили свої роботи в жовтні 1860 року, склавши п'ять проектів загальних і місцевих положень про устрій селян; зібрання ж взагалі всіх матеріалів, розроблених, обговорених і складених Редакційними комісіями, зайняло собою 35 друкованих томів. Всього Редакційні комісії детально розглянули 82 проекти губернських комітетів. При розгляді реформи в Головному комітеті у селянській справі в жовтні 1860 року, як і при його обговоренні в Державній раді з кінця січня 1861 року, переважав консервативний настрій. 28 січня 1861 року імператор Олександр II виступив у Державній раді з промовою, в якій зажадав від Державної ради закінчити справу про звільнення селян у першій половині лютого поточного року, щоб воно було оголошено до початку польових робіт. Імператор рішуче заявив: "Повторюю, і це моя неодмінна воля, щоб справа ця тепер же була закінчена... Будь-яке подальше зволікання може бути згубним для держави".

## Маніфест
19 лютого 1861 були оприлюднені «Маніфест» про скасування кріпосного права та «Положення про селян, що виходять з кріпосної залежності», згідно з яким її позбулися 22,5 мільйонів осіб. Водночас за поміщиками залишалися всі їхні землі. Вони були зобов'язані надавати селянам так званий «садибний притулок» та тимчасові обробіткові ділянки, розміри яких визначалися спеціальними «уставними грамотами». Громада залишалась, як і раніше, недоторканою.
Реформа на місцях визначалася чотирма «Місцевими положеннями». Україна підпадала під дію трьох із них. Найвищі розміри наділів коливалися тут від 3 до 12 десятин на ревізьку душу (причому найбільші показники припадали на Степовий регіон), нижчі були на третину менші. На Лівобережжі землею наділяли згідно зі спадково-сімейним принципом, і відробітки тут були вищі, у Київській, Подільській та Волинській губерніях — за інвентарними правилами 1847—1848, і повинності тут були менші.

## Наслідки реформи
1. Скасування кріпацтва.
2. Соціальна диференціація селян.
3. Збереження поміщицького землеволодіння.
4. Тимчасово зобов'язаний стан.
5. Викупна операція.
6. Зниження купівельної спроможності селян.
7. Обмеження самоврядування і правового статусу селян.

Безпосереднім результатом селянської реформи стало прискорення майнової диференціації населення. Так, близько 220 тисяч українських селян були безземельними, 100 тисяч отримали до одної десятини, понад 1,6 мільйонів — від 1 до 3 десятин на душу.

### Розмір наділів
Згідно з реформою встановлювалися максимальні та мінімальні розміри селянських наділів. Наділи могли зменшуватися за спеціальними угодами селян з поміщиками, а також при отриманні дарчого наділу. За наявності у користуванні селян наділів меншого розміру поміщик був зобов'язаний або прирізати землю, якої не вистачало до мінімуму (так звані «прирізки»), або знизити повинності. Прирізки мали місце лише в тому випадку, якщо за поміщиком залишається не менше третини (в степових зонах — половини) земель. За вищий душовий наділ встановлювався оброк від 8 до 12 руб. на рік або панщина — 40 чоловічих і 30 жіночих робочих днів на рік. Якщо наділ був більший за вищий, то поміщик відрізав на свою користь «зайву» землю. Якщо наділ був менший за вищий, то повинності зменшувалися, але не пропорційно.
В результаті цього середній розмір селянського наділу пореформеного періоду становив 3,3 десятини на душу населення, що було менше, ніж до реформи (так звані котячі наділи). У чорноземних губерніях поміщики відрізали у селян п'яту частину їхніх земель. Найбільших втрат зазнали селяни Поволжя. Окрім відрізків, іншими інструментами утиску прав селян були переселення на неродючі землі, позбавлення випасів, лісів, водойм, загонів та інших необхідних кожному селянину угідь. Труднощі для селян становила і черезсмужжя, що змушувало селян орендувати у поміщиків землі, які вклинювалися в селянські наділи.

### Повинності тимчасово зобов'язаних селян
Селяни перебували в тимчасово зобов'язаному стані до укладення викупної угоди. Спочатку термін цього стану не вказувався. 28 грудня 1881 року указом Олександра III «Про викуп наділів селянами, що залишаються ще в обов'язкових відносинах до поміщиків у губерніях, що перебувають на великоросійському та малоросійському місцевих положеннях 19 лютого 1861 року», він врешті-решт був встановлений. Згідно з постановою, усі тимчасово зобов'язані селяни переводилися на викуп з 1 січня 1883 ріку. Подібна ситуація мала місце лише в центральних регіонах імперії. На окраїнах тимчасово зобов'язаний стан селян зберігався аж до 1912—1913 років.
При тимчасово зобов'язаному стані селяни повинні були за користування землею платити оброк або працювати на панщині. Розмір оброку за повний наділ становив 8—12 рублів на рік. Прибутковість наділу і розмір оброку ніяк не були пов'язані. Найвищий оброк (12 рублів на рік) платили селяни Петербурзької губернії, землі якої були вкрай неродючими. Навпаки, в чорноземних губерніях величина оброку була значно нижчою.
Ще одним недоліком оброку була його градуйованість, коли перша десятина землі оцінювалася дорожче за інші. Наприклад, в нечорноземних землях при повному наділі в 4 десятини і оброку в розмірі 10 рублів за першу десятину селянин платив 5 рублів, що становило 50% від суми оброку (за останні дві десятини селянин сплачував по 12,5% від загальної суми оброку). Це змушувало селян купувати землі, а поміщикам давало можливість вигідно збувати неродючі землі.
Панщину зобов'язані були відбувати всі чоловіки віком від 18 до 55 років і всі жінки віком від 17 до 50 років. На відміну від попередньої панщини, пореформена панщина була більш обмежена і впорядкована. За повний наділ селянину належало відпрацювати на панщині не більше 40 чоловічих і 30 жіночих днів.

### Викупні платежі
Положення «Про викуп селянами, що вийшли з кріпосної залежності, їхньої садибної осілості та про сприяння уряду до придбання цими селянами у власність польових угідь» визначало порядок викупу селянами землі у поміщиків, організацію викупної операції, права та обов'язки селян-власників. Викуп же польового наділу залежав від угоди з поміщиком, який міг зобов'язати селян викуповувати землю за своєю вимогою. Ціна землі визначалася оброком, капіталізованим із 6 % річних. У випадку викупу за добровільною угодою селяни мали внести поміщику додатковий платіж. Основну суму поміщик отримував у держави.
Селянин зобов'язаний був негайно сплатити поміщику 20 % викупної суми, а решту 80 % вносила держава. Селяни мали погашати її протягом 49 років щорічно рівними викупними платежами. Щорічний платіж становив 6 % викупної суми. Таким чином, селяни сумарно сплачували 294 % викупної позики. У сучасних термінах, викупна позика була кредитом з ануїтетними платежами на термін 49 років під 5,6 % річних. Викупні платежі були знижені в західних губерніях 2 листопада 1863 року, указом Олександра III від 28 грудня 1881 р. — у великоросійських та малоросійських губерніях у розмірі одного рубля з кожного обкладеного платежами душового наділу у Великоросії та шістнадцяти копійок з кожного рубля вищого окладу викупних платежів селян — у Малоросії. Сплату викупних платежів було припинено Маніфестом від 3 листопада 1905 р. «Про поліпшення добробуту та полегшення становища селянського населення», згідно з яким викупні платежі поміщицьких, удільних і державних селян були зменшені з першого січня 1906 року наполовину, а з першого січня 1907 року стягнення платежів припинялося.
У 1906 році в умовах Першої російської революції Михайло Покровський зазначав, що «викуп був вигідний не селянам, а поміщикам». До 1906 року селяни сплатили 1 млрд 571 млн рублів викупу за землі, що коштували 544 млн рублів. Таким чином, селяни фактично (з урахуванням відсотків за кредитом) сплачували потрійну суму, що становило предмет критики з боку спостерігачів, які стояли на народницьких позиціях (а згодом — з боку радянських істориків), але було при цьому математично нормальним результатом для такого довгострокового кредиту. Ставка кредиту в 5,6 % річних, враховуючи неіпотечний характер кредиту (за несплату викупних внесків можна було вилучити особисте, що не має виробничого значення, майно селян, але не саму землю) і виявлену ненадійність позичальників, була збалансованою і відповідною до сформованих ставок кредитування всіх інших видів позичальників у той час. Оскільки пені за прострочені платежі неодноразово списувалися, а в 1906 році держава пробачила сільським товариствам всю неоплачену частину заборгованості, викупна операція виявилася для держави збитковою.

## Значення селянської реформи
1. Було запроваджено загальноросійську систему селянського управління: сільські громади об'єднувались у волості.
2. Кругова порука.
3. Загальна відповідальність за сплату податків.

Способи проведення реформи подекуди наражалися на значний спротив. Селяни відмовлялися вносити викупні платежі, вимагали наділення їх «дарчими ділянками». Всього у 1861 році в Україні відбулося близько 3,1 тисяч селянських виступів, в яких брали участь понад 2 мільйона мешканців 4160 сіл. Найзначнішими були Безуглівське, Бездненське повстання та Кам'янсько-Слобідське заворушення.